# Raión de Bilmak
Bilmak (en ucraniano: Більмацький район), antes Kuibysheve (en ucraniano: Куйбишевський район) es un raión o distrito de Ucrania en el óblast de Zaporiyia. 
Comprende una superficie de 1300 km².
La capital es la ciudad de Bilmak.

## Demografía
Según estimación de 2010 contaba con una población total de 27.600 habitantes.

## Otros datos
El código KOATUU es 2322700000. El código postal 71000 y el prefijo telefónico +380 6147.